# اولدنزیل
اولدنزیل (به هلندی: Oldenzijl) یک منطقهٔ مسکونی در هلند است که در ایمس‌موند واقع شده‌است. اولدنزیل ۴۵ نفر جمعیت دارد.